# Сволос, Александрос
Александрос Сволос (греч. Αλέξανδρος Σβώλος; 1892[…], Крушево, Крушево — 22 февраля 1956, Афины) — греческий юрист и политик. Во время оккупации он был председателем («премьер-министром») Политического комитета национального освобождения (т. н. «Правительства гор») на территории освобождённой от оккупантов Народно-освободительной армией в 1944 году. Его преследовали и сослали за левые убеждения.

## Биография
Александрос Сволос родился в 1892 году в Крушево в районе Мариово на северо-западе Македонии. Его родители, Иоаннис и Талия, были по происхождению аромунами. 
С 1911 по 1912 изучал право в Константинополе, а затем в Афинском университете, где его преподавал выдающийся греческий конституционалист Николаос Сариполос. В 1915 году он получил докторскую степень в Афинском университете за диссертацию «Право на объединение и право ассоциаций».
В период с 1917 по 1920 год Сволос был директором министерства национальной экономики в управлении труда и социальной политики. С этой позиции он разработал закон 2112/1920 «О прекращении трудового договора», обеспечил ратификацию вашингтонских международных трудовых договоров в соответствии с законом и организовал услуги министерства и инспекции труда. 
В 1921–1922 годах работал генеральным менеджером в Бурсе и по просьбе Аристеидиса Стергиадиса, верховного комиссара Измира, разработал конституцию Ионического государства.
В 1929 году Сволос сменил Н. Н. Сариполоса на кафедре конституционного права Афинского университета. Он оставался на этой кафедре до 1946 года, когда был окончательно уволен как «грекоязычный профессор и отступник национальной идеи». Из-за своих левых убеждений он уже трижды уходил с этого поста: в 1935, 1936 и 1944 годах. По тем же причинам Иоаннис Метаксас сослал его в Анафи, Милос, Наксос и Халкиду, как и в период с 1936 по 1940 год.
В период с 1941 по 1943 год Сволос был председателем Комитета греков македонян и греков Западной Фракии и написал меморандумы немецким оккупационным властям, осуждая зверства болгар против населения этих двух регионов.
В апреле 1944 года, после долгих колебаний, Сволос согласился стать председателем Политического комитета национального освобождения (ПКНО). Затем он принял участие в Ливанской конференции по реорганизации греческого правительства в Каире и его преобразованию в Правительство национального единства под руководством Георгиоса Папандреу, в которой также участвовать представители ПКНО. 
6 сентября 1944 года Сволос занял пост министра финансов в правительстве Папандреу.  Однако меры, которые он предпринял для восстановления греческой экономики, вызвали в его адрес ожесточённые споры и критику. В конце концов он ушёл с поста министра вместе со всеми министрами Национально-освободительного фронта, отказавшись подписать соглашение о роспуске Народно-освободительной армии Греции, как того требовал Георгис Папандреу. Вскоре Сволоса исключили из Афинского университета.
С 1945 по 1953 год Александрос был председателем Союза народной демократии (Народно-демократического союза), а после её слияния с Демократической партией он был председателем объединённой Демократической партии трудящихся (1953—1956).
В 1950 году был избран членом парламента Салоник, как и на выборах 1956 года. Александрос Сволос умер 22 февраля 1956 года в Афинах, всего через три дня после проведения вторых выборов.

## Взгляды
С самого раннего возраста Александрос Сволос проявлял интерес к политической и социальной ситуации в Греции. Его докторская диссертация 1915 года касалась основного конституционного права на создание профсоюзов. Вскоре после этого он опубликовал исследования о праве на мирные собрания в общественных местах.
В 1928 году он опубликовал исследование «Неоновая конституция и основы государства», в котором подчёркивается, как возникла прогрессивная Конституция Греческой Республики 1927 года. Интерпретация Сволосом Конституции 1927 года была описана как «радикальная» для своего времени, поскольку он, как юрист, «оценивает институты с политической точки зрения, исходя из определённой основы морально-политической и социальной философии, то есть в направлении углубления демократии через эволюционное преобразование современного типа государства в политическую и социальную демократию». Другими словами, Сволос «говорит о государстве и политических институтах, обращая внимание на общество».
В 1929 году в своём вступительном слове в качестве профессора конституционного права Афинского университета, озаглавленном как «Проблемы парламентской демократии», Сволос подчеркнул необходимость защиты меньшинств и баланса против растущей исполнительной власти.
В 1954—1955 годах Александрос Сволос опубликовал вместе с Г. Влахосом первые два тома работы «Конституции Греции», в которых «в чрезвычайно продвинутом, обновляющем и либеральном духе истолковываются индивидуальные свободы, определённые Конституцией 1952 года».
Политически Сволос принадлежал к социалистическим, социал-демократическим, но не к коммунистическим левым. Такое отношение часто приводило к разрыву как с правыми, так и с левыми. Он часто писал статьи в газетах, всегда выражая демократический дискурс.
В его честь названа главная улица Салоников, а также улицы многих других городов Греции. В юридическом факультете Афинского университета на улице Солонос есть комната, названная его именем, а в 1980 году было создано общественно-полезное учреждение под названием «Стипендический фонд — Александр I. Сволос» с целью присуждения стипендий для обучения в аспирантуре по социальным и экономическим наукам университетов европейских стран .

## Публикации
1. Το δικαίωμα του συνεταιρίζεσθαι και το δίκαιον των σωματείων, διδακτορική διατριβή, Πανεπιστήμιο Αθηνών, 1915
2. Αι εν υπαίθρω συναθροίσεις κατά το δημόσιον ημών δίκαιον, 1916
3. Η αναγκαστική απαλλοτρίωσις προς αποκατάστασιν ακτημόνων γεωργών, 1917
4. Το Νέον Σύνταγμα και αι βάσεις του Πολιτεύματος, 1928
5. Νομοθετικά διατάγματα κατ' εξουσιοδότηση των βουλών, 1932
6. Η αναθεώρησις του Συντάγματος, 1933
7. Συνταγματικόν Δίκαιον, 1934 και 1942
8. Για τη Μακεδονία και τη Θράκη, 1945
9. Επιτομή συνταγματικού Δικαίου, 1945
10. Το Σύνταγμα της Ελλάδος, τομ. Α΄ και Β΄, μαζί με τον Γ. Κ. Βλάχο, 1954